# Espeluche
Espeluche település Franciaországban, Drôme megyében. Lakosainak száma 1137 fő (2022. január 1.). Espeluche Montboucher-sur-Jabron, Allan, Montélimar, Montjoyer, Puygiron és Rochefort-en-Valdaine községekkel határos.

## Népesség
A település népességének változása:
| Lakosok száma | 412  | 626  | 700  | 1048 | 1049 | 1042 | 1064 | 1103 | 1114 | 1137 |
|               | 1968 | 1982 | 1990 | 2006 | 2013 | 2015 | 2017 | 2019 | 2020 | 2022 |